# Raúl Lara
Raúl Rodrigo Lara Tovar (Mexikóváros, 1973. február 28. – ) mexikói válogatott labdarúgó. 

## Pályafutása

### Klubcsapatban
Mexikóvárosban született. 1990 és 2002 között a Club América játékosa volt, melynek színeiben 386 mérkőzésen lépett pályára. 2003-ban a San Luis FC, 2003–2004 között a Club Puebla és a 2004–05-ös idényben a Lobos BUAP játékosa volt.

### A válogatottban
1996 és 2000 között 39 alkalommal szerepelt az mexikói válogatottban. Részt vett az 1996. évi nyári olimpiai játékokon, az 1997-es konföderációs kupán, az 1997-es és az 1999-es Copa Américán, az 1998-as világbajnokságon, valamint tagja volt az 1996-os és az 1998-as CONCACAF-aranykupán aranyérmet szerző csapatnak is. 

## Sikerei, díjai
Club América
- Mexikói bajnok (1): Verano 2002
- CONCACAF-bajnokok ligája (1): 1992

Mexikó
- CONCACAF-aranykupa győztes (2): 1996, 1998
- Copa América bronzérmes (2): 1997, 1999